# Sport-Gemeinschaft Union Solingen 97 1982-1983
Questa voce raccoglie le informazioni riguardanti la Sport-Gemeinschaft Union Solingen 97 nelle competizioni ufficiali della stagione 1982-1983.

## Stagione
Nella stagione 1982-1983 l'Union Solingen, allenato da Lothar Kleim e Eckhard Krautzun, concluse il campionato di 2. Bundesliga al 16º posto. In Coppa di Germania l'Union Solingen fu eliminato al secondo turno dal Borussia M'gladbach.

## Rosa
| N. |                     | Ruolo | Calciatore             |
| -- | ------------------- | ----- | ---------------------- |
|    | Germania (bandiera) | P     | Jörg Albracht          |
|    | Germania (bandiera) | P     | Helmut Pabst           |
|    | Germania (bandiera) | D     | Klaus-Dieter Dieckmann |
|    | Germania (bandiera) | D     | Jürgen Elm             |
|    | Germania (bandiera) | D     | Willi Göddertz         |
|    | Germania (bandiera) | D     | Sieghard Heise         |
|    | Germania (bandiera) | D     | Hans Klinkhammer       |
|    | Germania (bandiera) | D     | Dirk Römer             |
|    | Germania (bandiera) | C     | Engelbert Buschmann    |
|    | Germania (bandiera) | C     | Günter Diekmann        |
|    | Germania (bandiera) | C     | Andreas Kliemt         |

| N. |                     | Ruolo | Calciatore       |
| -- | ------------------- | ----- | ---------------- |
|    | Germania (bandiera) | C     | Wolfgang Krüger  |
|    | Germania (bandiera) | C     | Udo Lasch        |
|    | Germania (bandiera) | C     | Roland Luksch    |
|    | Germania (bandiera) | C     | Josef Machulla   |
|    | Germania (bandiera) | C     | Achim Nohlen     |
|    | Germania (bandiera) | C     | Thomas Pontzen   |
|    | Germania (bandiera) | C     | Horst Raubold    |
|    | Serbia (bandiera)   | A     | Boško Đorđević   |
|    | Germania (bandiera) | A     | Daniel Jurgeleit |
|    | Germania (bandiera) | A     | Werner Lenz      |
|    | Germania (bandiera) | A     | Wolfgang Schäfer |

## Organigramma societario
Area tecnica
- Allenatore: Eckhard Krautzun
- Allenatore in seconda:
- Preparatore dei portieri:
- Preparatori atletici:

## Calciomercato

### Sessione estiva
| Acquisti | Acquisti         | Acquisti         | Acquisti |
| R.       | Nome             | da               | Modalità |
| -------- | ---------------- | ---------------- | -------- |
| A        | Daniel Jurgeleit | F. Düsseldorf II |          |
| D        | Hans Klinkhammer | Monaco 1860      |          |
| C        | Roland Luksch    | Waldhof Mannheim |          |
| C        | Horst Raubold    | Monaco 1860      |          |

| Cessioni | Cessioni        | Cessioni        | Cessioni |
| R.       | Nome            | a               | Modalità |
| -------- | --------------- | --------------- | -------- |
| D        | Miladin Lazic   | Karlsruhe       |          |
| D        | Gerd Zimmermann | Fortuna Colonia |          |

### Sessione invernale
| Acquisti | Acquisti | Acquisti | Acquisti |
| R.       | Nome     | da       | Modalità |
| -------- | -------- | -------- | -------- |

| Cessioni | Cessioni | Cessioni | Cessioni |
| R.       | Nome     | a        | Modalità |
| -------- | -------- | -------- | -------- |

## Risultati

### 2. Bundesliga

#### Girone di andata
| Arbitro: | Dilg |

|                     |           |                          |
| Löw 22’ Wöhrlin 35’ | Marcatori | 18’ Đorđević 50’ Schäfer |

| Arbitro: | Kautschor |

|             |           |               |
| Schäfer 56’ | Marcatori | 68’ Dölitzsch |

| Arbitro: | Gschwender |

|                       |           |  |
| Bein 51’ Franusch 82’ | Marcatori |  |

| Arbitro: | Assenmacher |

|                                                                       |           |                                    |
| Schäfer 18’ Zimmermann 19’ Römer 40’ Buschmann 45’ Krüger 67’ Elm 71’ | Marcatori | 20’ Döring 51’ Sarroca 75’ Álvarez |

| Arbitro: | Theobald |

|                                       |           |  |
| Katsaros 28’ Brauer 40’ Förschner 78’ | Marcatori |  |

| Arbitro: | Hellwig |

|                                 |           |  |
| Schäfer 47’ Zimmermann 50’, 68’ | Marcatori |  |

| Arbitro: | Boos |

|                                                  |           |  |
| Puszamszies 44’ Herget 73’ Szech 75’ Raschid 79’ | Marcatori |  |

| Arbitro: | Waltert |

|                              |           |  |
| Lenz 13’, 49’ Zimmermann 27’ | Marcatori |  |

| Arbitro: | Föckler |

|           |           |          |
| Dreher 5’ | Marcatori | 36’ Lenz |

| Arbitro: | Messmer |

|                        |           |                      |
| Lenz 16’ Buschmann 67’ | Marcatori | 73’ Werres 79’ Lemke |

| Arbitro: | Wiesel |

|                      |           |  |
| Traser 24’ Kempa 40’ | Marcatori |  |

| Arbitro: | Bruch |

|          |           |                     |
| Lenz 85’ | Marcatori | 25’ Schatzschneider |

| Arbitro: | Glaw |

|                                              |           |                |
| Mattern 30’ Cestonaro 56’ Hahn 60’ Trapp 65’ | Marcatori | 37’ Zimmermann |

| Arbitro: | Diekert |

|                            |           |            |
| Diekmann 77’ Buschmann 81’ | Marcatori | 43’ Elgert |

| Arbitro: | Kasperowski |

|                                              |           |              |
| Schaub 18’, 32’, 47’, 89’ Metzler 58’ (rig.) | Marcatori | 12’ Göddertz |

| Arbitro: | Mierswa |

|               |           |                       |
| Lenz 51’, 86’ | Marcatori | 37’, 61’, 72’ Wegmann |

| Arbitro: | Eli |

|                   |           |             |
| Dubski 47’ (rig.) | Marcatori | 31’ Schäfer |

| Arbitro: | Brückner |

|              |           |                                     |
| Diekmann 73’ | Marcatori | 16’ Gerber 51’ Kostedde 83’ Lehmann |

| Arbitro: | Dellwing |

|                              |           |                       |
| Sebert 56’ (rig.) Bührer 65’ | Marcatori | 52’ Diekmann 87’ Lenz |

#### Girone di ritorno
| Arbitro: | Zimmermann |

|  |           |            |
|  | Marcatori | 61’ Meisel |

| Arbitro: | Roth |

|                              |           |                                                  |
| Dölitzsch 41’ Dannenberg 67’ | Marcatori | 13’ Jurgeleit 68’ (rig.) Schäfer 81’ Klinkhammer |

| Arbitro: | Meijerink |

|               |           |  |
| Jurgeleit 40’ | Marcatori |  |

| Arbitro: | Glaw |

|             |           |          |
| Álvarez 37’ | Marcatori | 68’ Lenz |

| Arbitro: | Kespohl |

|                      |           |              |
| Schäfer 19’ Lenz 55’ | Marcatori | 26’ Katsaros |

| Arbitro: | Boos |

|            |           |  |
| Langer 49’ | Marcatori |  |

| Arbitro: | Eschweiler |

|             |           |             |
| Schäfer 27’ | Marcatori | 76’ Hofmann |

| Arbitro: | Wiesel |

|                               |           |            |
| Dickert 30’ Thomas 53’ (rig.) | Marcatori | 62’ Luksch |

| Arbitro: | Hellwig |

|                         |           |                       |
| Raubold 31’ Pontzen 49’ | Marcatori | 42’ Müller 71’ Merkle |

| Arbitro: | Tritschler |

|                                                          |           |  |
| Schatzschneider 15’ Klinkhammer 20’ (aut.) Hanschitz 80’ | Marcatori |  |

| Arbitro: | Hellwig |

|  |           |                         |
|  | Marcatori | 40’ Hampl 90’ Cestonaro |

| Arbitro: | Fleischer |

|                                           |           |          |
| Dämpfling 67’ (rig.) Goll 76’ Frercks 89’ | Marcatori | 63’ Lenz |

| Arbitro: | Mierswa |

|                              |           |                        |
| Schäfer 29’ (rig.), 56’, 70’ | Marcatori | 18’ Dohmen 24’ Posniak |

| Arbitro: | Heitmann |

|                                                 |           |                  |
| Zimmer 10’ Elgert 14’, 44’, 64’, 77’ Kunkel 70’ | Marcatori | 41’, 51’ Schäfer |

| Arbitro: | Kasperowski |

|                             |           |           |
| Lenz 76’ Schäfer 82’ (rig.) | Marcatori | 33’ Gagel |

| Arbitro: | Meijerink |

|                                    |           |                    |
| Müller 42’ Richter 81’ Demange 84’ | Marcatori | 30’ (aut.) Richter |

| Arbitro: | Correll |

|                      |           |  |
| Schäfer 25’ Lenz 52’ | Marcatori |  |

| Arbitro: | Boos |

|                                                                 |           |                                       |
| Wessel 50’ Bittner 55’ (rig.), 84’ (rig.) Gans 79’ Kostedde 90’ | Marcatori | 52’, 73’ (rig.) Schäfer 88’ Buschmann |

| Arbitro: | Horeis |

|                  |           |  |
| Schäfer 40’, 70’ | Marcatori |  |

### Coppa di Germania
| Arbitro: | Wilhelmi |

|            |           |                                          |
| Kochems 8’ | Marcatori | 11’ Zimmermann 45’ Buschmann 87’ Schäfer |

| Arbitro: | Uhlig |

|  |           |                        |
|  | Marcatori | 15’ Matthäus 90’ Bruns |

## Statistiche

### Statistiche di squadra
| Competizione      | Punti | In casa | In casa | In casa | In casa | In casa | In casa | In trasferta | In trasferta | In trasferta | In trasferta | In trasferta | In trasferta | Totale | Totale | Totale | Totale | Totale | Totale | DR  |
| Competizione      | Punti | G       | V       | N       | P       | Gf      | Gs      | G            | V            | N            | P            | Gf           | Gs           | G      | V      | N      | P      | Gf     | Gs     | DR  |
| ----------------- | ----- | ------- | ------- | ------- | ------- | ------- | ------- | ------------ | ------------ | ------------ | ------------ | ------------ | ------------ | ------ | ------ | ------ | ------ | ------ | ------ | --- |
| 2. Bundesliga     | 32    | 19      | 10      | 5       | 4       | 36      | 24      | 19           | 1            | 5            | 13           | 20           | 52           | 38     | 11     | 10     | 17     | 56     | 76     | -20 |
| Coppa di Germania | -     | 1       | 0       | 0       | 1       | 0       | 2       | 1            | 1            | 0            | 0            | 3            | 1            | 2      | 1      | 0      | 1      | 3      | 3      | 0   |
| Totale            | 32    | 20      | 10      | 5       | 5       | 36      | 26      | 20           | 2            | 5            | 13           | 23           | 53           | 40     | 12     | 10     | 18     | 59     | 79     | -20 |

### Andamento in campionato
| Giornata  | 1 | 2  | 3  | 4 | 5  | 6 | 7  | 8  | 9 | 10 | 11 | 12 | 13 | 14 | 15 | 16 | 17 | 18 | 19 | 20 | 21 | 22 | 23 | 24 | 25 | 26 | 27 | 28 | 29 | 30 | 31 | 32 | 33 | 34 | 35 | 36 | 37 | 38 |
| --------- | - | -- | -- | - | -- | - | -- | -- | - | -- | -- | -- | -- | -- | -- | -- | -- | -- | -- | -- | -- | -- | -- | -- | -- | -- | -- | -- | -- | -- | -- | -- | -- | -- | -- | -- | -- | -- |
| Luogo     | T | C  | T  | C | T  | C | T  | C  | T | C  | T  | C  | T  | C  | T  | C  | T  | C  | T  | C  | T  | C  | T  | C  | T  | C  | T  | C  | T  | C  | T  | C  | T  | C  | T  | C  | T  | C  |
| Risultato | N | N  | P  | V | P  | V | P  | V  | N | N  | P  | N  | P  | V  | P  | P  | N  | P  | N  | P  | V  | V  | N  | V  | P  | N  | P  | N  | P  | P  | P  | V  | P  | V  | P  | V  | P  | V  |
| Posizione | 8 | 10 | 13 | 9 | 13 | 9 | 14 | 10 | 9 | 9  | 13 | 13 | 14 | 13 | 14 | 14 | 15 | 16 | 14 | 15 | 15 | 14 | 13 | 13 | 14 | 14 | 16 | 14 | 16 | 16 | 17 | 16 | 17 | 17 | 17 | 17 | 17 | 16 |

Legenda:

Luogo: C = Casa; T = Trasferta. Risultato: V = Vittoria; N = Pareggio; P = Sconfitta.

### Statistiche dei giocatori
| Giocatore      | 2. Bundesliga | 2. Bundesliga | 2. Bundesliga | 2. Bundesliga | Coppa di Germania | Coppa di Germania | Coppa di Germania | Coppa di Germania | Totale   | Totale | Totale      | Totale     |
| Giocatore      | Presenze      | Reti          | Ammonizioni   | Espulsioni    | Presenze          | Reti              | Ammonizioni       | Espulsioni        | Presenze | Reti   | Ammonizioni | Espulsioni |
| -------------- | ------------- | ------------- | ------------- | ------------- | ----------------- | ----------------- | ----------------- | ----------------- | -------- | ------ | ----------- | ---------- |
| J. Albracht    | 2             | 0             | 0             | 0             | 1                 | 0                 | 0                 | 0                 | 3        | 0      | 0           | 0          |
| E. Buschmann   | 18            | 4             | 0             | 0             | 2                 | 1                 | 0                 | 0                 | 20       | 5      | 0           | 0          |
| K. Dieckmann   | 0             | 0             | 0             | 0             | 0                 | 0                 | 0                 | 0                 | 0        | 0      | 0           | 0          |
| G. Diekmann    | 33            | 3             | 10            | 0             | 2                 | 0                 | 0                 | 0                 | 35       | 3      | 10          | 0          |
| J. Elm         | 35            | 1             | 1             | 0             | 1                 | 0                 | 0                 | 0                 | 36       | 1      | 1           | 0          |
| W. Göddertz    | 34            | 1             | 5             | 0             | 2                 | 0                 | 0                 | 0                 | 36       | 1      | 5           | 0          |
| S. Heise       | 30            | 0             | 4             | 0             | 1                 | 0                 | 0                 | 0                 | 31       | 0      | 4           | 0          |
| D. Jurgeleit   | 18            | 2             | 1             | 0             | 0                 | 0                 | 0                 | 0                 | 18       | 2      | 1           | 0          |
| A. Kliemt      | 5             | 0             | 0             | 0             | 2                 | 0                 | 0                 | 0                 | 7        | 0      | 0           | 0          |
| H. Klinkhammer | 17            | 1             | 5             | 0             | 0                 | 0                 | 0                 | 0                 | 17       | 1      | 5           | 0          |
| W. Krüger      | 35            | 1             | 10            | 0             | 2                 | 0                 | 0                 | 0                 | 37       | 1      | 10          | 0          |
| U. Lasch       | 10            | 0             | 1             | 1             | 1                 | 0                 | 0                 | 0                 | 11       | 0      | 1           | 1          |
| M. Lazic       | 10            | 0             | 1             | 0             | 1                 | 0                 | 0                 | 0                 | 11       | 0      | 1           | 0          |
| W. Lenz        | 33            | 13            | 6             | 0             | 1                 | 0                 | 0                 | 0                 | 34       | 13     | 6           | 0          |
| R. Luksch      | 16            | 1             | 2             | 0             | 0                 | 0                 | 0                 | 0                 | 16       | 1      | 2           | 0          |
| J. Machulla    | 14            | 0             | 2             | 0             | 2                 | 0                 | 0                 | 0                 | 16       | 0      | 2           | 0          |
| A. Nohlen      | 13            | 0             | 1             | 0             | 0                 | 0                 | 0                 | 0                 | 13       | 0      | 1           | 0          |
| H. Pabst       | 38            | 0             | 0             | 0             | 1                 | 0                 | 0                 | 0                 | 39       | 0      | 0           | 0          |
| T. Pontzen     | 21            | 1             | 1             | 0             | 1                 | 0                 | 0                 | 0                 | 22       | 1      | 1           | 0          |
| H. Raubold     | 20            | 1             | 0             | 0             | 0                 | 0                 | 0                 | 0                 | 20       | 1      | 0           | 0          |
| D. Römer       | 29            | 1             | 6             | 0             | 1                 | 0                 | 1                 | 0                 | 30       | 1      | 7           | 0          |
| W. Schäfer     | 35            | 19            | 2             | 0             | 2                 | 1                 | 0                 | 0                 | 37       | 20     | 2           | 0          |
| G. Zimmermann  | 14            | 5             | 1             | 0             | 2                 | 1                 | 1                 | 0                 | 16       | 6      | 2           | 0          |
| B. Đorđević    | 7             | 1             | 0             | 0             | 1                 | 0                 | 0                 | 0                 | 8        | 1      | 0           | 0          |